# Decimo Magno Ausonio
Decimo Magno Ausonio (in latino Decimus Magnus Ausonius; Burdigala, 310 – Burdigala, 395 circa) è stato un poeta e insegnante romano.

## Biografia

### Nascita, studi e insegnamento
Il nonno materno Agricio, appartenente a un'antica famiglia del popolo degli Edui, era vissuto sotto il regno degli imperatori gallo-romani che da Postumo a Tetrico governarono la Gallia per un decennio; fu proscritto e fu costretto ad andare in esilio a Dax, dove visse praticando l'astrologia e la magia. Il padre di Ausonio, Giulio Ausonio, era nato a Bazas ma visse a Bordeaux, allora Burdigala, dove esercitava l'arte medica. Grazie all'intercessione del figlio sarà nominato dall'imperatore Graziano Prefetto del pretorio dell'Illirico. Morì quasi novantenne, riferisce il figlio, dopo aver «visto realizzare tutto quel che volle» nella moderazione dei suoi desideri. La madre di Ausonio sembra essersi occupata esclusivamente della famiglia; di lui si occupò anche la zia Emilia Ilaria.
Ausonio nacque intorno al 310, sotto l'imperatore Costantino I, in un periodo di tranquillità politica dopo i lunghi conflitti per il potere. Cominciò gli studi a Bordeaux, dove imparò a leggere e a scrivere, studiando storia con il magister Stafilio e leggendo le opere di Varrone. Ebbe sempre difficoltà con il greco. Tredicenne, si trasferì a Tolosa alla scuola dello zio materno Arborio, che era allora la gloria della famiglia, per impararvi la retorica e l'eloquenza. Esercitò in un primo tempo l'avvocatura e a trent'anni divenne insegnante di retorica nella scuola che aveva frequentato nell'infanzia. Il suo allievo più noto fu Ponzio Anicio Meropio Paolino, futuro vescovo di Nola, al quale dedicherà in tarda età, dopo il 390, tre epistole in versi nelle quali sconsiglia a Paolino di dedicarsi alla vita contemplativa.

### Carriera politica e ritiro
Ausonio era considerato uno degli uomini più dotti della sua epoca; così nel 365, dopo trent'anni d'insegnamento, l'imperatore Valentiniano I lo chiamò a Roma come precettore del figlio Graziano.

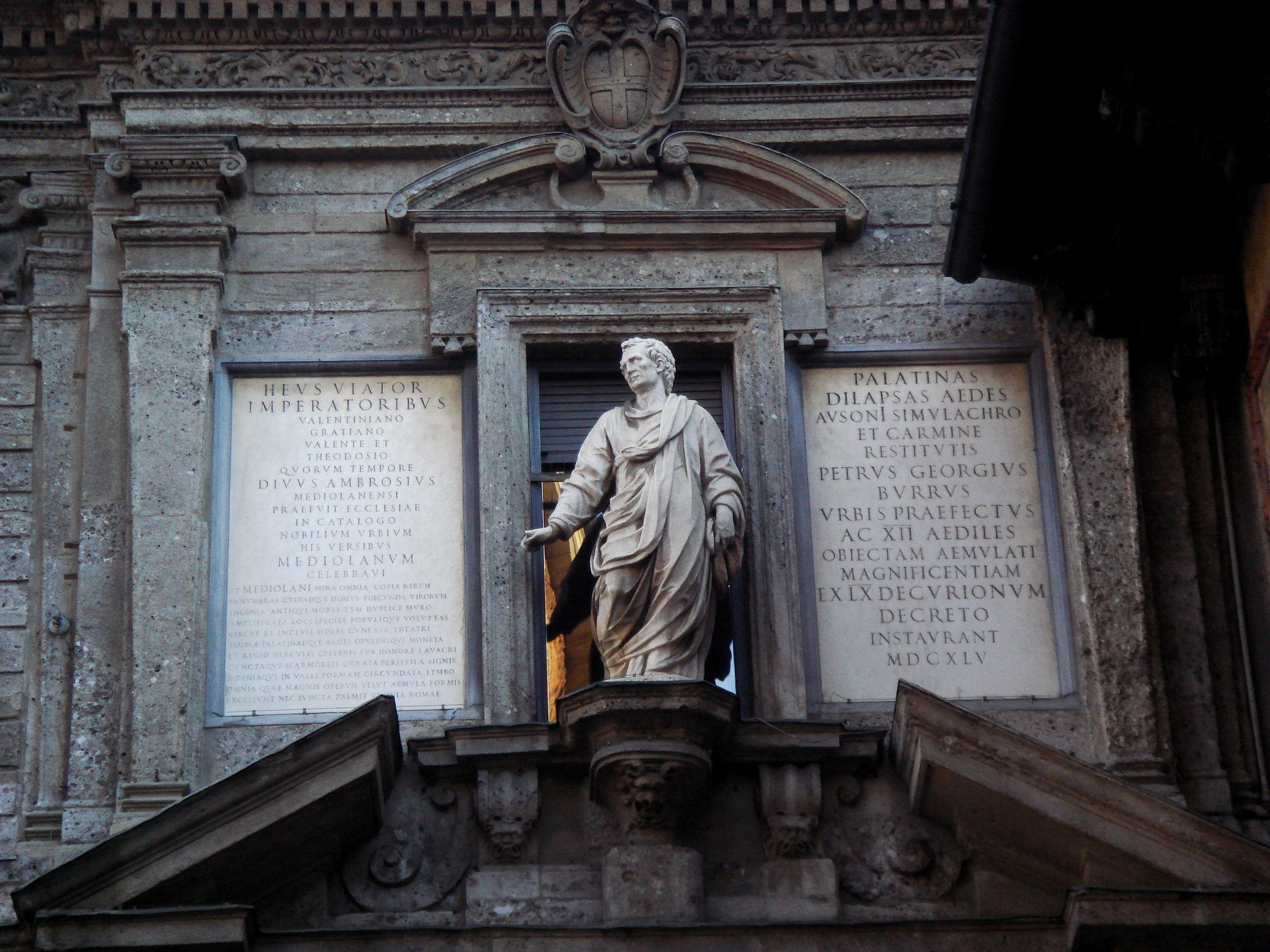
Monumento ad Ausonio, XVII secolo, Milano, Scuole Palatine

Per riconoscenza verso il maestro, Graziano lo insignì dei più alti titoli e dei maggiori onori. Nel 379 Ausonio fu nominato console con Quinto Clodio Ermogeniano Olibrio. Prese parte alla campagna militare contro gli Alamanni e ottenne come premio una giovane sueba chiamata Bissula, alla quale dedicò successivamente un'opera poetica
Morto Graziano nel 383, Ausonio tornò a Burdigala, conducendo una vita appartata e dedicandosi agli studi. A questo periodo si fa risalire la sua conversione alla religione cristiana, secondo alcuni avvenuta invece durante il soggiorno a Treviri. Tuttavia questa conversione fu probabilmente solo un fatto superficiale e formale: radici troppo profonde avevano lasciato in lui la tradizione pagana della famiglia e l'eredità della tradizione classica che possedeva e cui era profondamente legato. Morì nella sua città natale attorno al 395.

## Opere
Ausonio fu autore di diversi opuscula in metro vario, a partire dalla Ephemeris Id Est Totius Diei Negotium, un poemetto sulla sua giornata; le Eclogae, una serie di diversi piccoli componimenti, spesso sotto forma di divertissement, come, ad esempio, monostici o distici sui mesi o sulle fatiche di Ercole; delle Precationes, preghiere lustrali rivolte al dio Giano; una Gratiarum Actio Dicta Domino Gratiano Augusto, in occasione della propria assunzione al consolato, in coppia con una oratio in versi ropalici; dei Versus Paschales Prosodici; un epicedio per la morte del padre; un poemetto su un proprio podere (De Herediolo); due componimenti al nipote (un liber Protrepticus e un Genethliacon Ad Ausonium Nepotem); 25 Epistulae; 114 epigrammi di vario argomento. A questo ambito personale, ancora, appartengono 32 epigrammi per i parenti (Parentalia), una Commemoratio Professorum Burdigalensium, 27 componimenti per i docenti di Bordeaux e i loro meriti retorici; degli Epitaphia (in numero di 35) per i morti in guerra a Troia, molti dei quali traduzioni/rielaborazioni di quelli del Peplo pseudo-aristotelico; un Ordo Urbium Nobilium, sulle città più celebri dell'impero
Il poema Mosella, minuzioso resoconto di viaggio in versi, è considerato da molti il suo capolavoro.
Al genere erudito appartengono i monostici e tetrastici dei Caesares, rielaborazione da Svetonio e autori posteriori sugli imperatori fino ad Elagabalo; 7 componimenti che celebrano le grazie della schiava Bissula; il Technopaegnion, una serie di versi in metri particolari; il Cento nuptialis, un epitalamio con versi desunti da Virgilio, spesso piegati in forma oscena. Un saggio di questa sua tecnica è, in particolare, il Ludus septem sapientium («Il divertimento dei sette sapienti»), in cui appare sulla scena un ludius (buffone), che recita le massime più note dei Sette Savi:
γνῶθι σεαυτόν, quod Latinum est: nosce te.

multi hoc Laconis esse Chilonis putant.

Spartane Chilon, sit tuum necne ambigunt,

quod iuxta fertur: ὅρα τέλος μακροῦ βίου,

finem intueri longae vitae qui iubes.

multi hoc Solonem dixe Croeso existimant

et Pittacum dixisse fama est Lesbium:

γίγνωσκε καιρόν; tempus ut noris iubet 

sed καιρός iste tempestivum tempus est.

Bias Prieneus dixit: οἱ πλεῖστοι κακοί,

quod est Latinum: plures hominum sunt mali:

sed inperitos scito, quos dixit malos.

μελέτη τὸ πᾶν, Periandri id est Corinthii:

meditationem posse totum qui putat.

ἄριστον μέτρον esse dicit Lindius

Cleobulus; hoc est: optimus cunctis modus. 

Thales sed ἐγγύα, πάρα δ᾽ ἄτα protulit.

Spondere qui nos, noxa quia praes est, vetat.

hoc nos monere faeneratis non placet.

dixi, recedam, legifer venit Solon.»
γνῶθι σεαυτόν che in Latino significa: nosce te [ipsum].

Alcuni tuttavia affermano che questo sia un motto di Chilone.

O Chilone di Sparta, si dibatte però anche 

Se tua sia quell'altra massima: ὅρα τέλος μακροῦ βίου,

dove tu comandi di attendere prima la fine di una lunga vita.

Molti dicono anche che questo disse Solone a Creso.

E [affermano] pure che Pittaco di Lesbo abbia detto:

γίγνωσκε καιρόν – comandando di conoscere il tempo;

o meglio καιρός, il “tempo tempestivo”, il momento giusto.

Biante di Priene disse: οἱ πλεῖστοι κακοί,

che in Latino si dice: plures hominum sunt mali;

ma sappi che chiama malvagi gli inesperti ignoranti.

E questo disse Periandro di Corinto:

μελέτη τὸ πᾶν, la riflessione può tutto.

ἄριστον μέτρον insegnava Cleobulo da Lindo,

ossia: optimus cunctis modus, ottima è la misura.

E Talete: ἐγγύα, πάρα δ᾽ ἄτα, 

vieta di garantire, perché porta danno,

motto che certo dispiace a chi presta.

Ho detto, e mi ritiro: compare ora il legifero Solone!»

## Storia editoriale
L'editio princeps, Venezia, Bartholomaeus Girardinus, 1472, è incompleta perché usò un manoscritto di classe Z, che rappresenta la più breve delle selezioni sopravvissute e che omette brani autobiografici e storici. Le prime aggiunte furono fatte nel 1490, quando Ferrario incluse una versione incompleta di Ordo urbium nobilium. Nel 1499 Ugoleto, che fu in grado di usare un manoscritto dalla più ricca selezione Y, aggiunse per la prima volta tra le altre opere, la Mosella ed il Ludus septem sapientum.
Le edizioni successive in incunabolo uscirono rispettivamente negli anni: 1490 (Milano; curata da Giulio Emilio Ferrario e stampata da Uldericus Scinzenzeler), 1494, 1496 (Venezia; una seconda uscita di Ferrario riveduta da Hieronymus Avantius) e 1499 (Parma, di Taddeo Ugoleto).

## Edizioni moderne
- Decimo Magno Ausonio, Cupido messo in croce, a cura di Alessandro Franzoi, Loffredo, 2002, ISBN 978-88-8096-895-5.
- Decimo Magno Ausonio, Epigrammi, a cura di Luca Canali, Rubbettino, 2007, ISBN 978-88-498-1862-8.
- Decimo Magno Ausonio, Mosella. Introduzione, testo, traduzione e commento, a cura di Maria Elvira Consoli, Congedo Editore, 1998, ISBN 978-88-8086-259-8.
- Decimo Magno Ausonio, Opere, a cura di Agostino Pastorino, Torino, UTET, 1971, ISBN 978-88-02-01822-5.
- Decimo Magno Ausonio, Ordo urbium nobilium, a cura di Lucia Di Salvo, Loffredo, 2000, ISBN 978-88-8096-721-7.
- Decimo Magno Ausonio, Professori a Bordeaux (Commemoratio professorum Burdigalensium). Testo latino a fronte, a cura di Maria Grazia Bajoni, Le Lettere, 1996, ISBN 978-88-7166-208-4.
- Decimo Magno Ausonio, Technopaegnion, a cura di Carlo Di Giovine, Pàtron, 1996, ISBN 978-88-555-2397-4.
- Decimi Magni Ausonii Opuscola, a cura di Sesto Prete, Leipzig, Teubner, 1978